# Lilydale
Lilydale est une ville de la banlieue de Melbourne en Australie dans l'état de Victoria.

## Géographie
Lilydale est située à 35 km au nord-est du centre de Melbourne. Elle est à la fois un quartier résidentiel et une zone industrielle.

## Histoire

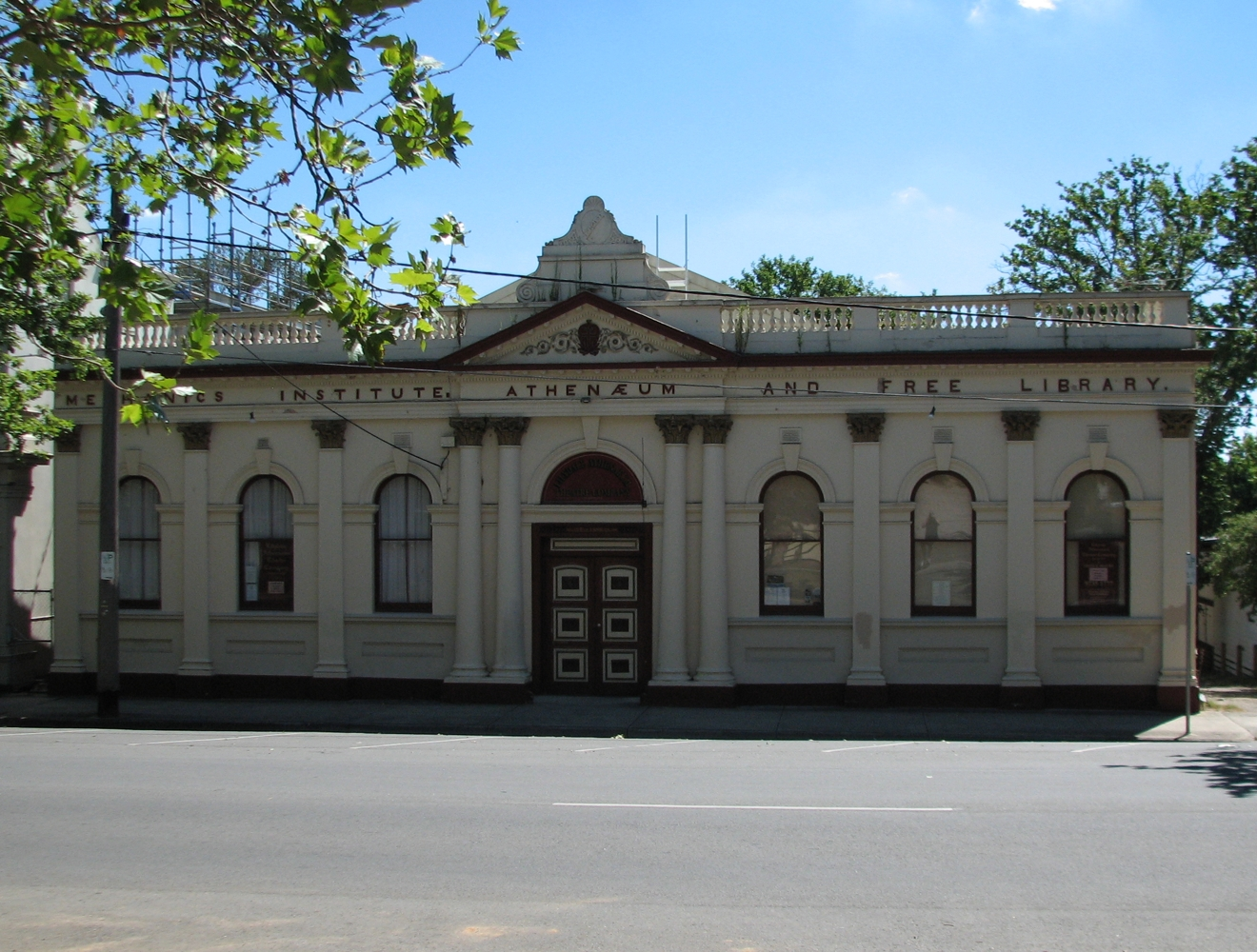
Le Mechanics Institute

Fondée en 1860 comme Brushy Creek, elle prend le nom de Lillydale en 1861 puis celui de Lilydale vers 1872. Capitale d'un comté éponyme, en 1882, elle est jointe par le chemin de fer avec l'établissement de sa première gare puis, en 1888, son Hôtel de ville est construit ainsi que le  Mechanics Institute.

## Personnalités liées à Lilydale
- Nellie Melba (1861-1931), chanteuse, y est morte et est enterrée dans le cimetière.
- Jean-Edouard de Castella (1881-1966), peintre fribourgeois, y est né.